# Türkentor (München)

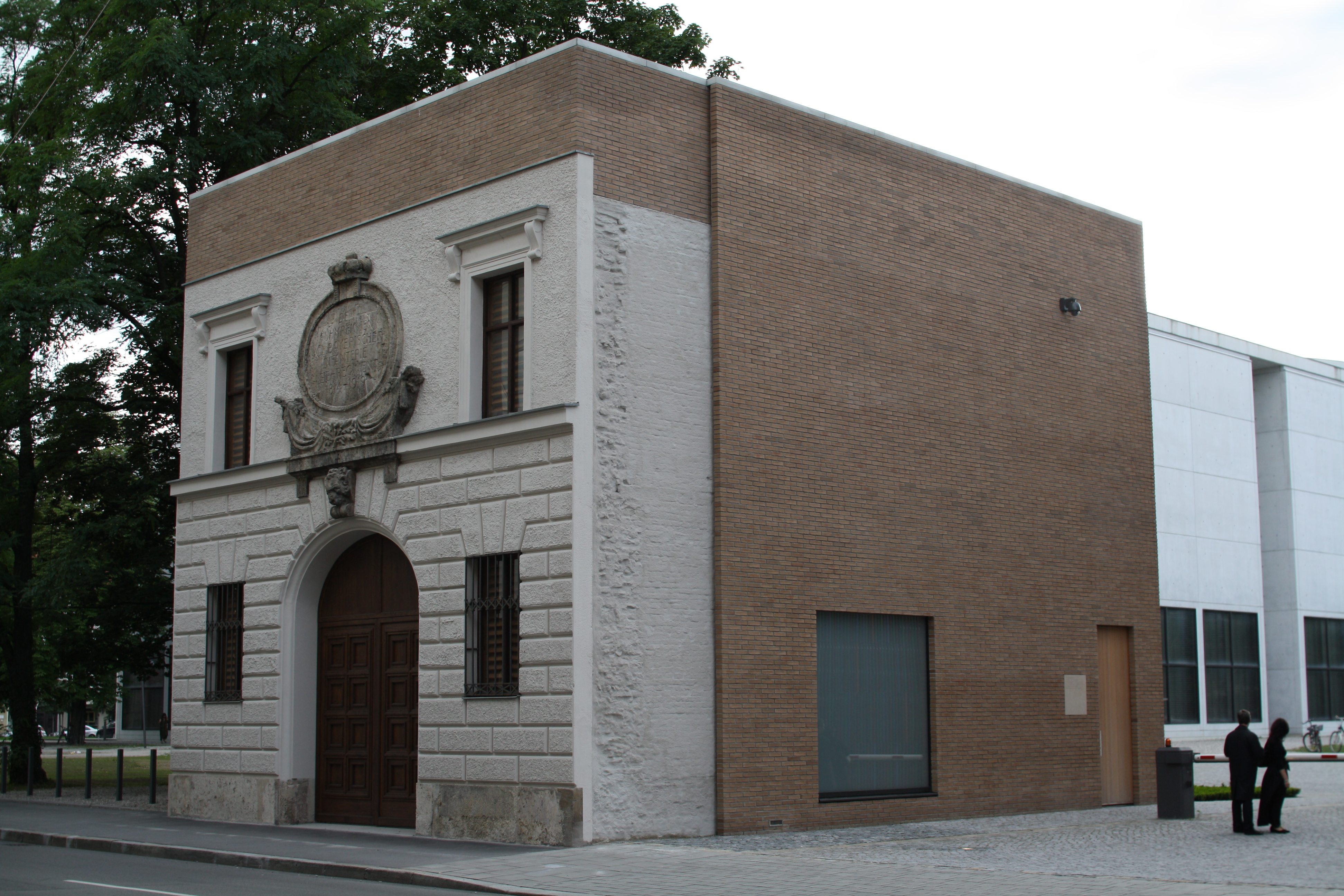
Das Türkentor im Jahr 2010 nach der Renovierung

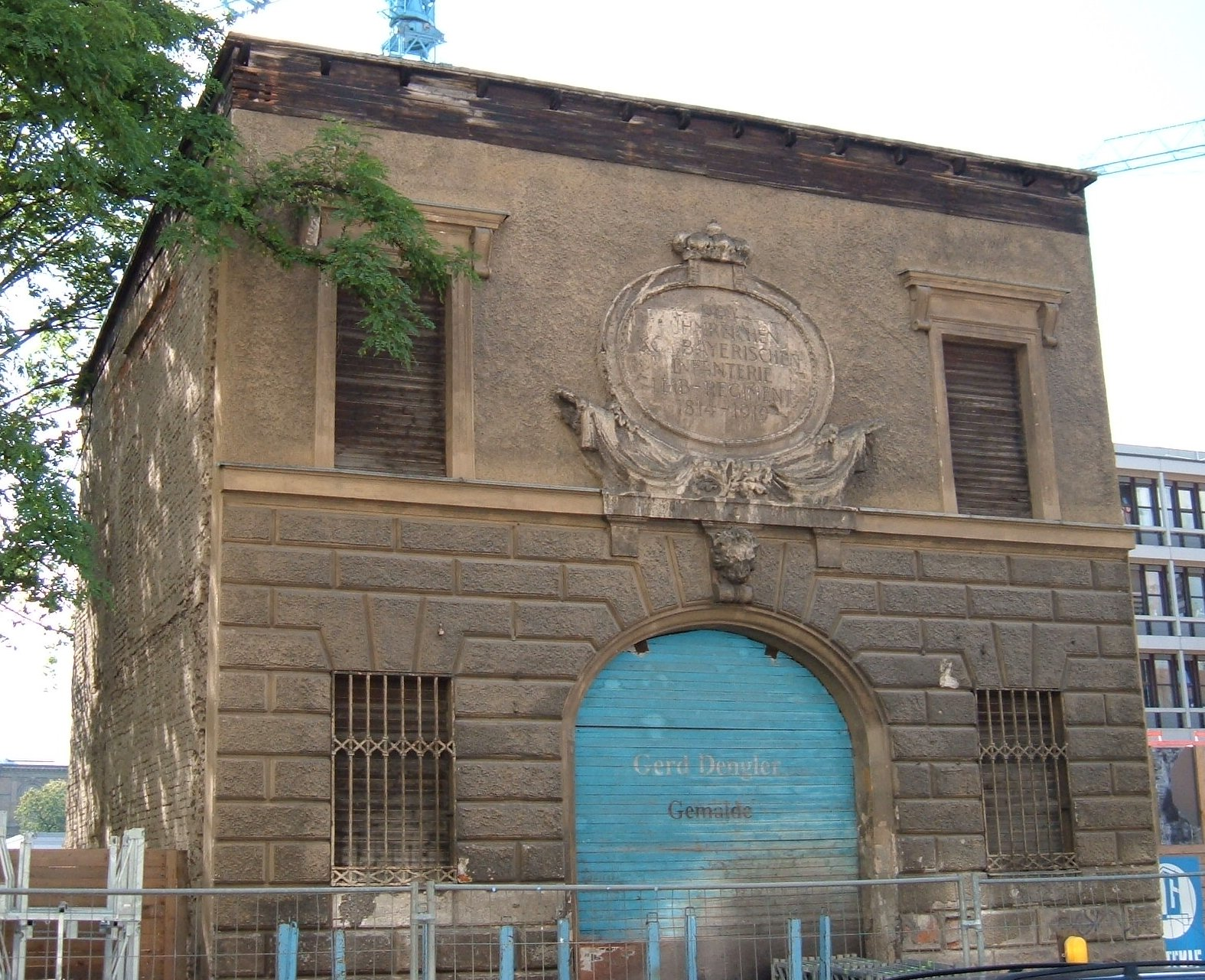
Das Türkentor im Jahr 2006 vor seiner Renovierung

Das Türkentor ist ein denkmalgeschütztes Gebäude im Kunstareal München. Es ist der einzig verbleibende Gebäuderest der 1826 errichteten Türkenkaserne, der Kaserne des Königlich Bayerischen Infanterie-Leibregiments. Die Bezeichnung Türkenkaserne leitet sich von der Türkenstraße ab. Dieser Name wiederum geht zurück auf den Türkengraben entlang der Kurfürstenstraße, welcher angeblich von türkischen Kriegsgefangenen aus der Zeit der Türkenkriege im frühen 18. Jahrhundert ausgehoben wurde. Der Graben sollte zu einer Wasserstraße werden, die als Teil des Nordmünchner Kanalsystems die Kurfürstliche Münchner Residenz mit Schloss Schleißheim verbinden sollte. 
Zwischen 2008 und 2010 wurde das Türkentor renoviert, wofür die Stiftung Pinakothek der Moderne 780.000 Euro zur Verfügung stellte. Realisiert wurde der Umbau von den Berliner Architekten Sauerbruch Hutton mit Wasserstrichklinkern einer Privatziegelei aus der Region Osnabrück. Das im Oktober 2010 wiedereröffnete Türkentor beherbergt seitdem die von der Stiftung Brandhorst erworbene Skulptur Large Red Sphere des amerikanischen Künstlers Walter De Maria.